# Braunschweiger Straße 104 (Magdeburg)

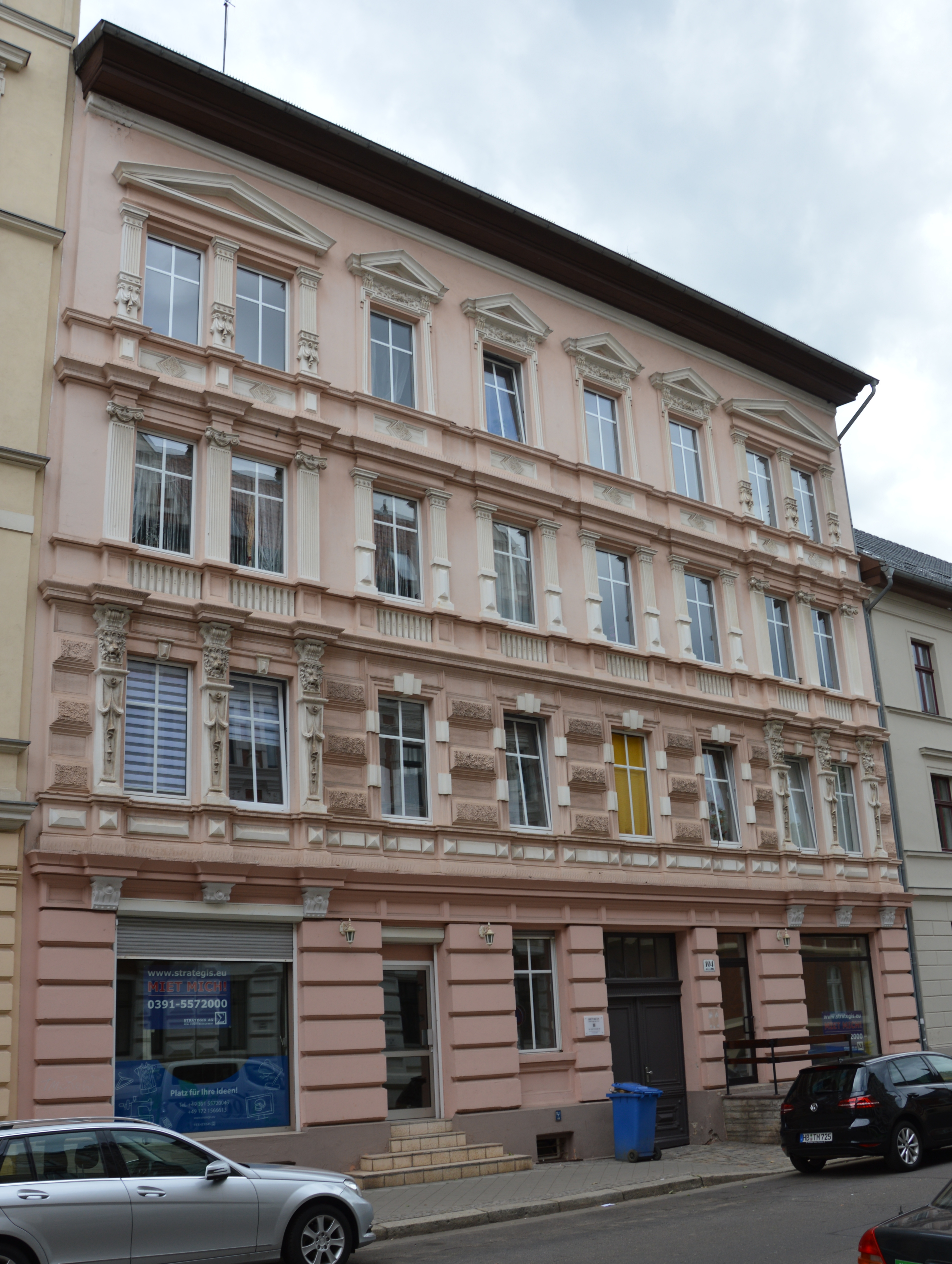
Braunschweiger Straße 104

Das Haus Braunschweiger Straße 104 ist ein denkmalgeschütztes Wohnhaus in Magdeburg in Sachsen-Anhalt.

## Lage
Es befindet sich auf der Westseite der Braunschweiger Straße. Nördlich grenzt das gleichfalls denkmalgeschützte Haus Braunschweiger Straße 103, südlich das Haus Braunschweiger Straße 105 an. Das Gebäude gehört als  Einzeldenkmal zum Denkmalbereich Braunschweiger Straße 1–10, 98–108.

## Architektur und Geschichte
Das verputzte viergeschossige Wohnhaus wurde im Jahr 1884 für den Maler Gustav Schulze errichtet. Der Bau des repräsentativ gestalteten Gebäudes erfolgte nach Plänen des Architekten Max Behrendt. Die achtachsige Fassade ist im Stil der Neorenaissance gestaltet. Die beiden äußeren Achsen sind jeweils zusammengefasst. Am Erdgeschoss und der Beletage ist die Fassade mit einer starken Rustizierung versehen.
Im Denkmalverzeichnis für Magdeburg ist das Wohnhaus unter der Erfassungsnummer 094 81943 als Baudenkmal verzeichnet.
Das Gebäude gilt als Teil der erhaltenen gründerzeitlichen Häuserzeile als prägend für das Straßenbild und wichtiges Dokument für die bauliche Entwicklung Sudenburgs in der Bauzeit.